# Première circonscription d'Indre-et-Loire
La première circonscription d'Indre-et-Loire est l'une des 5 circonscriptions législatives françaises que compte le département d'Indre-et-Loire (37) situé en région Centre-Val de Loire.

## Description géographique et démographique

### De 1958 à 1986
Le département avait quatre circonscriptions.
La première circonscription d'Indre-et-Loire était composée de :
- commune de Saint-Avertin
- commune de Saint-Pierre-des-Corps
- commune de Tours

Source : Journal Officiel du 14-15 Octobre 1958.

### De 1988 à 2010
La première circonscription d'Indre-et-Loire est délimitée par le découpage électoral de la loi n°86-1197 du 24 novembre 1986
, elle regroupe les divisions administratives suivantes : 
- Canton de Tours-Centre
- Canton de Tours-Est
- Canton de Tours-Ouest
- Canton de Tours-Sud
- Canton de Tours-Val-du-Cher.

D'après le recensement général de la population en 1999, réalisé par l'Institut national de la statistique et des études économiques (INSEE), la population totale de cette circonscription est estimée à 96789 habitants,.

### Depuis 2010
La circonscription regroupe les cantons suivants :
- Canton de Tours-Centre
- Canton de Tours-Est
- Canton de Tours-Nord-Est
- Canton de Tours-Ouest
- Canton de Tours-Sud
- Canton de Tours-Val-du-Cher.

## Historique des députations
| Législature | Début de mandat | Fin de mandat  | Député                      | Parti politique | Observations |
| ----------- | --------------- | -------------- | --------------------------- | --------------- | --- |
| Ire         | 9 décembre 1958 | 9 octobre 1962 | Jean Royer,                 | DVD,            | Mandat écourté à la suite d'une dissolution parlementaire décidée par Charles de Gaulle.                                                                       |
| IIe         | 6 décembre 1962 | 2 avril 1967   | Jean Royer,                 | DVD,            | |
| IIIe        | 3 avril 1967    | 30 mai 1968    | Jean Royer,                 | DVD,            | Mandat écourté à la suite d'une dissolution parlementaire décidée par Charles de Gaulle.                                                                       |
| IVe         | 11 juillet 1968 | 1er avril 1973 | Jean Royer,                 | DVD,            | |
| Ve          | 2 avril 1973    | 2 avril 1978   | Jean Royer,                 | DVD,            | Jean Royer étant devenu Ministre, Jean Chassagne fut député du 6 mai 1973 au 8 mai 1976                                                                        |
| VIe         | 3 avril 1978    | 22 mai 1981    | Jean Royer,                 | DVD,            | Mandat écourté à la suite d'une dissolution parlementaire décidée par François Mitterrand.                                                                     |
| VIIe        | 2 juillet 1981  | 1er avril 1986 | Jean Royer,                 | DVD,            | |
| VIIIe       | 2 avril 1986    | 14 mai 1988    | Jean Royer,                 | DVD,            | Proportionnelle par département, pas de député par circonscription. Mandat écourté à la suite d'une dissolution parlementaire décidée par François Mitterrand. |
| IXe         | 23 juin 1988    | 1er avril 1993 | Jean Royer,                 | DVD,            | |
| Xe          | 2 avril 1993    | 21 avril 1997  | Jean Royer,                 | DVD,            | Mandat écourté à la suite d'une dissolution parlementaire décidée par Jacques Chirac.                                                                          |
| XIe         | 12 juin 1997    | 18 juin 2002   | Renaud Donnedieu de Vabres, | UDF,            | |
| XIIe        | 19 juin 2002    | 19 juin 2007   | Renaud Donnedieu de Vabres, | UMP,            | |
| XIIIe       | 20 juin 2007    | 19 juin 2012   | Jean-Patrick Gille,         | PS,             | |
| XIVe        | 20 juin 2012    | 20 juin 2017   | Jean-Patrick Gille,         | PS,             | |
| XVe         | 21 juin 2017    | 21 juin 2022   | Philippe Chalumeau,         | LREM,           | |

## Historique des élections

### Élections de 1958
| Candidat       | Candidat        | Parti          | Premier tour | Premier tour | Second tour | Second tour |  |
| Candidat       | Candidat        | Parti          | Voix         | %            | Voix        | %           |  |
| -------------- | --------------- | -------------- | ------------ | ------------ | ----------- | ----------- |  |
|                | Jean Royer élu  | CRR            | 11 077       | 22,49        | 19 277      | 39,22       |  |
|                | Marcel Longuet  | PCF            | 10 248       | 20,8         | 10 795      | 21,97       |  |
|                | Marc Jacquet    | UNR            | 9 749        | 19,79        | 13 008      | 26,47       |  |
|                | Jean Meunier    | SFIO           | 7 308        | 14,83        | 6 065       | 12,34       |  |
|                | Bernard Bagneux | CNIP           | 5 526        | 11,22        | Retrait     | Retrait     |  |
|                | André Dumoulin  | MRP            | 2 806        | 5,7          | Retrait     | Retrait     |  |
|                | Marcel Tribut   | UDSR           | 2 548        | 5,17         | Retrait     | Retrait     |  |
|                |                 |                |              |              |             |             |  |
| Inscrits       | Inscrits        | Inscrits       | 63 631       | 100,00       | 63 630      | 100,00      |  |
| Abstentions    | Abstentions     | Abstentions    | 13 459       | 21,15        | 13 908      | 21,86       |  |
| Votants        | Votants         | Votants        | 50 172       | 78,85        | 49 722      | 78,14       |  |
| Blancs et nuls | Blancs et nuls  | Blancs et nuls | 910          | 1,81         | 577         | 1,16        |  |
| Exprimés       | Exprimés        | Exprimés       | 49 262       | 98,19        | 49 145      | 98,84       |  |

Le suppléant de Jean Royer était Roger Galtier, chef de chantier du bâtiment.

### Élections de 1962
|                | Jean Royer sortant réélu | app. UNR-UDT   | 26 975 | 62,28  |  |  |  |
|                | Marcel Longuet           | PCF            | 10 207 | 23,57  |  |  |  |
|                | André Quénard            | SFIO           | 6 129  | 14,15  |  |  |  |
|                |                          |                |        |        |  |  |  |
| Inscrits       | Inscrits                 | Inscrits       | 65 438 | 100,00 |  |  |  |
| Abstentions    | Abstentions              | Abstentions    | 21 164 | 32,34  |  |  |  |
| Votants        | Votants                  | Votants        | 44 274 | 67,66  |  |  |  |
| Blancs et nuls | Blancs et nuls           | Blancs et nuls | 963    | 2,18   |  |  |  |
| Exprimés       | Exprimés                 | Exprimés       | 43 311 | 97,82  |  |  |  |

Le suppléant de Jean Royer était Jean Chassagne, chef de groupe à la SNCF, conseiller général du canton de Tours-Sud, adjoint au maire de Tours.

### Élections de 1967
|                | Jean Royer sortant réélu | app. UD-Ve     | 31 622 | 58,75  |  |  |  |
|                | Marcel Longuet           | PCF            | 11 265 | 20,93  |  |  |  |
|                | Michel Blondeau          | PSU (FGDS)     | 8 081  | 15,01  |  |  |  |
|                | Pierre Gantier           | Extrême droite | 2 858  | 5,31   |  |  |  |
|                |                          |                |        |        |  |  |  |
| Inscrits       | Inscrits                 | Inscrits       | 68 029 | 100,00 |  |  |  |
| Abstentions    | Abstentions              | Abstentions    | 13 209 | 19,42  |  |  |  |
| Votants        | Votants                  | Votants        | 54 820 | 80,58  |  |  |  |
| Blancs et nuls | Blancs et nuls           | Blancs et nuls | 994    | 1,81   |  |  |  |
| Exprimés       | Exprimés                 | Exprimés       | 53 826 | 98,19  |  |  |  |

Le suppléant de Jean Royer était Jean Chassagne.

### Élections de 1968
|                | Jean Royer sortant réélu | UDR (URP)      | 32 094 | 60,26  |  |  |  |
|                | Marcel Longuet           | PCF            | 9 913  | 18,61  |  |  |  |
|                | Paul Lussault            | FGDS (SFIO)    | 6 063  | 11,38  |  |  |  |
|                | Abel Verdier             | CD (PDM)       | 3 516  | 6,6    |  |  |  |
|                | Roger Dreujou            | PSU            | 1 669  | 3,13   |  |  |  |
|                |                          |                |        |        |  |  |  |
| Inscrits       | Inscrits                 | Inscrits       | 70 015 | 100,00 |  |  |  |
| Abstentions    | Abstentions              | Abstentions    | 16 244 | 23,2   |  |  |  |
| Votants        | Votants                  | Votants        | 53 771 | 76,8   |  |  |  |
| Blancs et nuls | Blancs et nuls           | Blancs et nuls | 516    | 0,96   |  |  |  |
| Exprimés       | Exprimés                 | Exprimés       | 53 255 | 99,04  |  |  |  |

Le suppléant de Jean Royer était Jean Chassagne.

### Élections de 1973
|                | Jean Royer sortant réélu | Divers droite  | 27 655 | 51,21  |  |  |  |
|                | Marcel Longuet           | PCF            | 10 347 | 19,16  |  |  |  |
|                | Paul Lussault            | PS (UGSD)      | 9 661  | 17,89  |  |  |  |
|                | Alain Herrault           | CD (PDM)       | 4 965  | 9,19   |  |  |  |
|                | Daniel Vitry             | LO             | 1 377  | 2,55   |  |  |  |
|                |                          |                |        |        |  |  |  |
| Inscrits       | Inscrits                 | Inscrits       | 70 810 | 100,00 |  |  |  |
| Abstentions    | Abstentions              | Abstentions    | 15 914 | 22,47  |  |  |  |
| Votants        | Votants                  | Votants        | 54 896 | 77,53  |  |  |  |
| Blancs et nuls | Blancs et nuls           | Blancs et nuls | 891    | 1,62   |  |  |  |
| Exprimés       | Exprimés                 | Exprimés       | 54 005 | 98,38  |  |  |  |

Le suppléant de Jean Royer était Jean Chassagne. Jean Chassagne remplaça Jean Royer, nommé membre du gouvernement, du 6 mai 1973 au 2 avril 1976.

### Élection partielle du 9 mai 1976
(Organisée à la suite de la démission de Jean Chassagne).
|                                           | Jean Royer élu    | Divers droite      | 26 702 | 56,09  |  |  |  |
|                                           | Paul Lussault     | PS                 | 10 252 | 21,53  |  |  |  |
|                                           | Vincent Labeyrie  | PCF                | 8 539  | 17,93  |  |  |  |
|                                           | Alain Herrault    | PRV                | 1 300  | 2,73   |  |  |  |
|                                           | Daniel Vitry      | LO                 | 276    | 0,75   |  |  |  |
|                                           | Pierre Charras    | Sans étiquette     | 168    | 0,35   |  |  |  |
|                                           | Frédéric Castello | LCR                | 166    | 0,34   |  |  |  |
|                                           | Maya Surduts      | PSU (Révolution !) | 156    | 0,32   |  |  |  |
|                                           | Régina Aubin      | Divers             | 46     | 0,09   |  |  |  |
|                                           |                   |                    |        |        |  |  |  |
| Inscrits                                  | Inscrits          | Inscrits           | 75 637 | 100,00 |  |  |  |
| Abstentions                               | Abstentions       | Abstentions        | 26 836 | 35,48  |  |  |  |
| Votants                                   | Votants           | Votants            | 48 801 | 64,52  |  |  |  |
| Blancs et nuls                            | Blancs et nuls    | Blancs et nuls     | 1 196  | 2,45   |  |  |  |
| Exprimés                                  | Exprimés          | Exprimés           | 47 605 | 97,55  |  |  |  |
| Source : Le Monde, édition du 11 mai 1976 |                   |                    |        |        |  |  |  |

### Élections de 1978
| Candidat       | Candidat                 | Parti          | Premier tour | Premier tour | Second tour | Second tour |  |
| Candidat       | Candidat                 | Parti          | Voix         | %            | Voix        | %           |  |
| -------------- | ------------------------ | -------------- | ------------ | ------------ | ----------- | ----------- |  |
|                | Jean Royer sortant réélu | Divers droite  | 28 549       | 46,21        | 33 252      | 53,99       |  |
|                | Paul Lussault            | PS             | 13 874       | 22,46        | 28 337      | 46,01       |  |
|                | Jacques Vigier           | PCF            | 11 538       | 18,68        | Retrait     | Retrait     |  |
|                | Jean-Paul Locquet        | RPR            | 3 157        | 5,11         |             |             |  |
|                | Louis Bouchon            | Écologie 78    | 2 119        | 3,43         |             |             |  |
|                | Marie-Ève Cartier-Périsé | PSD            | 1 042        | 1,69         |             |             |  |
|                | Chantal Sornin           | LO             | 741          | 1,2          |             |             |  |
|                | Frédéric Castello        | LCR            | 483          | 0,78         |             |             |  |
|                | Claude Massé             | Divers droite  | 280          | 0,45         |             |             |  |
|                |                          |                |              |              |             |             |  |
| Inscrits       | Inscrits                 | Inscrits       | 78 802       | 100,00       | 78 784      | 100,00      |  |
| Abstentions    | Abstentions              | Abstentions    | 16 201       | 20,56        | 16 072      | 20,4        |  |
| Votants        | Votants                  | Votants        | 62 601       | 79,44        | 62 712      | 79,6        |  |
| Blancs et nuls | Blancs et nuls           | Blancs et nuls | 818          | 1,31         | 1 123       | 1,79        |  |
| Exprimés       | Exprimés                 | Exprimés       | 61 783       | 98,69        | 61 589      | 98,21       |  |

Le suppléant de Jean Royer était Yves Bertault, entrepreneur du bâtiment, conseiller général, adjoint au maire de Tours.

### Élections de 1981
| Candidat       | Candidat                 | Parti                      | Premier tour | Premier tour | Second tour | Second tour |  |
| Candidat       | Candidat                 | Parti                      | Voix         | %            | Voix        | %           |  |
| -------------- | ------------------------ | -------------------------- | ------------ | ------------ | ----------- | ----------- |  |
|                | Jean Royer sortant réélu | Divers droite (UNM)        | 25 478       | 48,61        | 28 655      | 50,24       |  |
|                | Paul Lussault            | PS                         | 18 669       | 35,62        | 28 386      | 49,76       |  |
|                | Jacques Vigier           | PCF                        | 6 184        | 11,80        |             |             |  |
|                | Paul Olivier             | PSU                        | 678          | 1,29         |             |             |  |
|                | Jean-Louis Simon         | Divers gauche (Maj. prés.) | 628          | 1,20         |             |             |  |
|                | Chantal Sornin           | LO                         | 343          | 0,65         |             |             |  |
|                | Jean-Marc Babin          | LCR                        | 260          | 0,50         |             |             |  |
|                | Noël Noizet              | Extrême droite             | 173          | 0,33         |             |             |  |
|                |                          |                            |              |              |             |             |  |
| Inscrits       | Inscrits                 | Inscrits                   | 79 114       | 100,00       | 79 114      | 100,00      |  |
| Abstentions    | Abstentions              | Abstentions                | 26 262       | 33,2         | 21 564      | 27,26       |  |
| Votants        | Votants                  | Votants                    | 52 852       | 66,8         | 57 550      | 72,74       |  |
| Blancs et nuls | Blancs et nuls           | Blancs et nuls             | 439          | 0,83         | 509         | 0,88        |  |
| Exprimés       | Exprimés                 | Exprimés                   | 52 413       | 99,17        | 57 041      | 99,12       |  |

Le suppléant de Jean Royer était Michel Beucher, cadre commercial à EDF, conseiller municipal de Tours.

### Élections de 1988
|                | Jean Royer sortant réélu | Divers droite (URC) | 16 643 | 50,11  |  |  |  |
|                | Jean Germain             | PS                  | 11 010 | 33,15  |  |  |  |
|                | Jean Verdon              | FN                  | 2 664  | 8,02   |  |  |  |
|                | Pierre Texier            | PCF                 | 1 929  | 5,81   |  |  |  |
|                | Jacques Pouillault       | Divers droite       | 970    | 2,92   |  |  |  |
|                |                          |                     |        |        |  |  |  |
| Inscrits       | Inscrits                 | Inscrits            | 56 277 | 100,00 |  |  |  |
| Abstentions    | Abstentions              | Abstentions         | 22 670 | 40,28  |  |  |  |
| Votants        | Votants                  | Votants             | 33 607 | 59,72  |  |  |  |
| Blancs et nuls | Blancs et nuls           | Blancs et nuls      | 391    | 1,16   |  |  |  |
| Exprimés       | Exprimés                 | Exprimés            | 33 216 | 98,84  |  |  |  |

Le suppléant de Jean Royer était Claude Croubois.

### Élections de 1993
| Candidat       | Candidat                 | Parti               | Premier tour | Premier tour | Second tour | Second tour |  |
| Candidat       | Candidat                 | Parti               | Voix         | %            | Voix        | %           |  |
| -------------- | ------------------------ | ------------------- | ------------ | ------------ | ----------- | ----------- |  |
|                | Jean Royer sortant réélu | Divers droite (UPF) | 15 071       | 45,71        | 18 350      | 60,43       |  |
|                | Jean Germain             | PS (ADFP)           | 5 994        | 18,18        | 12 017      | 39,57       |  |
|                | Jean Verdon              | FN                  | 3 841        | 11,65        |             |             |  |
|                | Claude Pujol             | GÉ (EÉ)             | 3 650        | 11,07        |             |             |  |
|                | Pierre Texier            | PCF                 | 1 592        | 4,83         |             |             |  |
|                | Vincent Thouvenot        | LT-LNÉ              | 970          | 2,94         |             |             |  |
|                | Christophe Moysan        | Divers              | 762          | 2,31         |             |             |  |
|                | Chantal Sornin           | LO                  | 704          | 2,14         |             |             |  |
|                | Alain Jouannet           | PT                  | 390          | 1,18         |             |             |  |
|                |                          |                     |              |              |             |             |  |
| Inscrits       | Inscrits                 | Inscrits            | 53 603       | 100,00       | 53 603      | 100,00      |  |
| Abstentions    | Abstentions              | Abstentions         | 18 794       | 35,06        | 20 771      | 38,75       |  |
| Votants        | Votants                  | Votants             | 34 809       | 64,94        | 32 832      | 61,25       |  |
| Blancs et nuls | Blancs et nuls           | Blancs et nuls      | 1 835        | 5,27         | 2 465       | 7,51        |  |
| Exprimés       | Exprimés                 | Exprimés            | 32 974       | 94,73        | 30 367      | 92,49       |  |

Le suppléant de Jean Royer était Benoit Roy.

### Élections de 1997
| Candidat       | Candidat                       | Parti          | Premier tour | Premier tour | Second tour | Second tour |  |
| Candidat       | Candidat                       | Parti          | Voix         | %            | Voix        | %           |  |
| -------------- | ------------------------------ | -------------- | ------------ | ------------ | ----------- | ----------- |  |
|                | Jean-Patrick Gille             | PS             | 8 694        | 27,86        | 16 280      | 48,92       |  |
|                | Renaud Donnedieu de Vabres élu | UDF (PR)       | 6 470        | 20,73        | 16 998      | 51,08       |  |
|                | Michèle Beuzelin               | RPR            | 5 606        | 17,96        |             |             |  |
|                | Jean Verdon                    | FN             | 3 795        | 12,16        |             |             |  |
|                | Pierre Texier                  | PCF            | 1 496        | 4,79         |             |             |  |
|                | Dominique Boutin               | Les Verts      | 1 339        | 4,29         |             |             |  |
|                | Arnaud Roy                     | LDI (MPF)      | 881          | 2,82         |             |             |  |
|                | Claude Guillaumaud             | GÉ             | 877          | 2,81         |             |             |  |
|                | Jean-Michel Hernandez          | LO             | 829          | 2,66         |             |             |  |
|                | Philippe Mesmin                | MDC            | 476          | 1,53         |             |             |  |
|                | Mostefa Ramdane                | LCR            | 419          | 1,34         |             |             |  |
|                | Benoist de Tarlé               | US4J           | 326          | 1,04         |             |             |  |
|                |                                |                |              |              |             |             |  |
| Inscrits       | Inscrits                       | Inscrits       | 52 735       | 100,00       | 52 735      | 100,00      |  |
| Abstentions    | Abstentions                    | Abstentions    | 20 384       | 38,65        | 17 825      | 33,8        |  |
| Votants        | Votants                        | Votants        | 32 351       | 61,35        | 34 910      | 66,2        |  |
| Blancs et nuls | Blancs et nuls                 | Blancs et nuls | 1 143        | 3,53         | 1 632       | 4,67        |  |
| Exprimés       | Exprimés                       | Exprimés       | 31 208       | 96,47        | 33 278      | 95,33       |  |

Le suppléant de Renaud Donnedieu de Vabres était Benoit Roy, audioprothésiste, chef d'entreprise.

### Élections de 2002
| Candidat       | Candidat                                 | Parti             | Premier tour | Premier tour | Second tour | Second tour |  |
| Candidat       | Candidat                                 | Parti             | Voix         | %            | Voix        | %           |  |
| -------------- | ---------------------------------------- | ----------------- | ------------ | ------------ | ----------- | ----------- |  |
|                | Renaud Donnedieu de Vabres sortant réélu | UMP               | 13 350       | 41,46        | 15 244      | 51,57       |  |
|                | Jean-Patrick Gille                       | PS                | 10 657       | 33,1         | 14 315      | 48,43       |  |
|                | Jean Verdon                              | FN                | 2 758        | 8,57         |             |             |  |
|                | David Martin                             | Les Verts         | 1 645        | 5,11         |             |             |  |
|                | Marie-Pierre Cuvier                      | PCF               | 693          | 2,15         |             |             |  |
|                | Florent Lillo                            | Pôle républicain  | 547          | 1,7          |             |             |  |
|                | Sylvie Carrat                            | LCR               | 525          | 1,63         |             |             |  |
|                | Dominique Lemoine                        | Divers écologiste | 492          | 1,53         |             |             |  |
|                | Marie-Pia Goisque                        | MPF               | 392          | 1,22         |             |             |  |
|                | Étienne Cherblanc                        | LO                | 323          | 1            |             |             |  |
|                | Abd El Kader Ait Mohamed                 | Extrême gauche    | 306          | 0,95         |             |             |  |
|                | Dominique Denoyelle                      | MNR               | 199          | 0,62         |             |             |  |
|                | Marianne Goubard                         | CPNT              | 128          | 0,4          |             |             |  |
|                | Jean-Baptiste André-Maublanc             | RCF               | 123          | 0,38         |             |             |  |
|                | Nicolas Salvato Morgillo                 | Divers            | 59           | 0,18         |             |             |  |
|                | Jean-Joseph Toulouse                     | Divers            | 0            | 0            |             |             |  |
|                |                                          |                   |              |              |             |             |  |
| Inscrits       | Inscrits                                 | Inscrits          | 53 768       | 100,00       | 53 768      | 100,00      |  |
| Abstentions    | Abstentions                              | Abstentions       | 21 042       | 39,13        | 22 939      | 42,66       |  |
| Votants        | Votants                                  | Votants           | 32 726       | 60,87        | 30 829      | 57,34       |  |
| Blancs et nuls | Blancs et nuls                           | Blancs et nuls    | 529          | 1,62         | 1 270       | 4,12        |  |
| Exprimés       | Exprimés                                 | Exprimés          | 32 197       | 98,38        | 29 559      | 95,88       |  |

Le suppléant de Renaud Donnedieu de Vabres était Pascal Ménage, docteur en médecine, neurologue, de Tours. Pascal Ménage remplaça Renaud Donnedieu de Vabres, nommé membre du gouvernement, du 30 avril 2004 au 17 juin 2007.

### Élections de 2007
| Candidat       | Candidat                           | Parti               | Premier tour | Premier tour | Second tour | Second tour |  |
| Candidat       | Candidat                           | Parti               | Voix         | %            | Voix        | %           |  |
| -------------- | ---------------------------------- | ------------------- | ------------ | ------------ | ----------- | ----------- |  |
|                | Renaud Donnedieu de Vabres sortant | UMP                 | 12 163       | 38,13        | 15 160      | 48,93       |  |
|                | Jean-Patrick Gille élu             | PS                  | 10 171       | 31,89        | 15 826      | 51,07       |  |
|                | Colette Girard                     | UDF–MoDem           | 3 070        | 9,62         |             |             |  |
|                | Guillaume Peltier                  | MPF                 | 1 888        | 5,92         |             |             |  |
|                | Abderrahmane Marzouki              | Les Verts           | 1 150        | 3,61         |             |             |  |
|                | Fanny Puel                         | LCR                 | 1 020        | 3,2          |             |             |  |
|                | Brigitte Morea                     | FN                  | 842          | 2,64         |             |             |  |
|                | Pierre Texier                      | PCF                 | 745          | 2,34         |             |             |  |
|                | Bernard Bresteau                   | Divers              | 364          | 1,14         |             |             |  |
|                | Abd-El-Kader Ait Mohamed           | Extrême gauche (GA) | 279          | 0,87         |             |             |  |
|                | Étienne Cherblanc                  | LO                  | 206          | 0,65         |             |             |  |
|                | Charlotte Lechat                   | Divers              | 0            | 0            |             |             |  |
|                |                                    |                     |              |              |             |             |  |
| Inscrits       | Inscrits                           | Inscrits            | 54 537       | 100,00       | 54 537      | 100,00      |  |
| Abstentions    | Abstentions                        | Abstentions         | 22 338       | 40,96        | 22 712      | 41,65       |  |
| Votants        | Votants                            | Votants             | 32 199       | 59,04        | 31 825      | 58,35       |  |
| Blancs et nuls | Blancs et nuls                     | Blancs et nuls      | 301          | 0,93         | 839         | 2,64        |  |
| Exprimés       | Exprimés                           | Exprimés            | 31 898       | 99,07        | 30 986      | 97,36       |  |

### Élections de 2012
| Candidat       | Candidat                         | Parti          | Premier tour | Premier tour | Second tour | Second tour |  |
| Candidat       | Candidat                         | Parti          | Voix         | %            | Voix        | %           |  |
| -------------- | -------------------------------- | -------------- | ------------ | ------------ | ----------- | ----------- |  |
|                | Jean-Patrick Gille sortant réélu | PS             | 14 835       | 41,69        | 20 310      | 58,2        |  |
|                | Guillaume Peltier                | UMP            | 10 197       | 28,65        | 14 586      | 41,8        |  |
|                | Fabien-Emmanuel Poussard         | RBM (FN)       | 2 722        | 7,65         |             |             |  |
|                | Josette Blanchet                 | FG (PCF) (PG)  | 2 175        | 6,11         |             |             |  |
|                | Caroline Larpent                 | EÉLV           | 1 679        | 4,72         |             |             |  |
|                | Thibault Coulon                  | Divers droite  | 1 633        | 4,59         |             |             |  |
|                | Fanny Siouville                  | CpF (MoDem)    | 815          | 2,29         |             |             |  |
|                | Christophe Bouchet               | PRV            | 577          | 1,62         |             |             |  |
|                | Nathalie Cornet                  | AÉI            | 261          | 0,73         |             |             |  |
|                | Munia Ewanjé Epée                | NPA            | 254          | 0,71         |             |             |  |
|                | Anne Brunet                      | LO             | 183          | 0,51         |             |             |  |
|                | Jean-Jacques Rives               | DLR            | 170          | 0,48         |             |             |  |
|                | Julie Moreau                     | AR             | 61           | 0,17         |             |             |  |
|                | Adrien Gaumé                     | MOC            | 24           | 0,07         |             |             |  |
|                |                                  |                |              |              |             |             |  |
| Inscrits       | Inscrits                         | Inscrits       | 65 540       | 100,00       | 65 540      | 100,00      |  |
| Abstentions    | Abstentions                      | Abstentions    | 29 581       | 45,13        | 29 551      | 45,09       |  |
| Votants        | Votants                          | Votants        | 35 959       | 54,87        | 35 989      | 54,91       |  |
| Blancs et nuls | Blancs et nuls                   | Blancs et nuls | 373          | 1,04         | 1 093       | 3,04        |  |
| Exprimés       | Exprimés                         | Exprimés       | 35 586       | 98,96        | 34 896      | 96,96       |  |

### Élections de 2017
| Candidat         | Candidat             | Parti          | Premier tour | Premier tour | Second tour | Second tour |
| Candidat         | Candidat             | Parti          | Voix         | %            | Voix        | %           |
| ---------------- | -------------------- | -------------- | ------------ | ------------ | ----------- | ----------- |
|                  | Philippe Chalumeau   | REM            | 12 149       | 36,29        | 13 547      | 53,93       |
|                  | Jean-Patrick Gille*  | PS             | 5 069        | 15,14        | 11 573      | 46,07       |
|                  | Claude Bourdin       | FI             | 4 795        | 14,32        |             |             |
|                  | Céline Ballesteros   | LR             | 4 387        | 13,10        |             |             |
|                  | Laurence Lecardonnel | FN             | 1 762        | 5,26         |             |             |
|                  | Christophe Dupin     | EÉLV           | 1 675        | 5,00         |             |             |
|                  | Lionel Béjeau        | DVD            | 837          | 2,50         |             |             |
|                  | Bruno de Jorna       | DVD            | 731          | 2,18         |             |             |
|                  | Léonard Lema         | PCF            | 486          | 1,45         |             |             |
|                  | Emmanuel Lakière     | DLF            | 476          | 1,42         |             |             |
|                  | Mathilde Zicca       | PA             | 357          | 1,07         |             |             |
|                  | Maria Loire          | AEI            | 328          | 0,98         |             |             |
|                  | Philippe Conte       | UPR            | 227          | 0,68         |             |             |
|                  | Anne Brunet          | LO             | 200          | 0,60         |             |             |
|                  |                      |                |              |              |             |             |
| Inscrits         | Inscrits             | Inscrits       | 68 633       | 100,00       |             | 100,00      |
| Abstentions      | Abstentions          | Abstentions    | 34 690       | 50,54        | 40 752      | 59,38       |
| Votants          | Votants              | Votants        | 33 943       | 49,46        | 27 881      | 40,62       |
| Blancs et nuls   | Blancs et nuls       | Blancs et nuls | 464          | 1,37         | 2 761       | 9,90        |
| Exprimés         | Exprimés             | Exprimés       | 33 479       | 98,63        | 25 120      | 90,10       |
| * député sortant |                      |                |              |              |             |             |

### Élections de 2022
Les élections législatives françaises de 2022 se déroulent les dimanches 12 et 19 juin 2022.
| Résultats des élections législatives des 12 et 19 juin 2022 de la 1re circonscription d'Indre-et-Loire |                          |                          |                          |              |              |             |             |
| Candidat                                                                                               | Candidat                 | Parti et coalition       | Nuance                   | Premier tour | Premier tour | Second tour | Second tour |
| Candidat                                                                                               | Candidat                 | Parti et coalition       | Nuance                   | Voix         | %            | Voix        | %           |
| | Charles Fournier         | EELV (NUPES)             | NUP                      | 13 803       | 39,60        | 17 461      | 53,51       |
| | Philippe Chalumeau       | LREM-EC (ENS)            | ENS                      | 9 545        | 27,38        | 15 171      | 46,49       |
| | Olivier Lebreton         | LR (UDC)                 | LR                       | 4 129        | 11,85        |             |             |
| | François Ducamp          | RN                       | RN                       | 3 251        | 9,33         |             |             |
| | Sophie de Lanouvelle     | REC                      | REC                      | 1 525        | 4,38         |             |             |
| | Inès Laurent             | LEF                      | DVC                      | 1 112        | 3,19         |             |             |
| | Bertrand Rouzier         | SE                       | ECO                      | 577          | 1,66         |             |             |
| | Stéphanie Moreau         | PA                       | ECO                      | 500          | 1,43         |             |             |
| | Thomas Jouhannaud        | LO                       | DXG                      | 414          | 1,19         |             |             |
| Votes valides                                                                                          | Votes valides            | Votes valides            | Votes valides            | 34 856       | 98,65        | 32 628      | 94.95       |
| Votes blancs                                                                                           | Votes blancs             | Votes blancs             | Votes blancs             | 330          | 0,93         | 1185        | 3.45        |
| Votes nuls                                                                                             | Votes nuls               | Votes nuls               | Votes nuls               | 146          | 0,41         | 549         | 1.60        |
| Total                                                                                                  | Total                    | Total                    | Total                    | 35 332       | 100          | 34 362      | 100         |
| Abstention                                                                                             | Abstention               | Abstention               | Abstention               | 35 807       | 50,33        | 36 799      | 51.71       |
| Inscrits / participation                                                                               | Inscrits / participation | Inscrits / participation | Inscrits / participation | 71 139       | 49,67        | 71 161      | 48.29       |

### Élections de 2024
| Candidat                 | Candidat                 | Parti et coalition       | Nuance                   | Premier tour | Premier tour | Second tour | Second tour |
| Candidat                 | Candidat                 | Parti et coalition       | Nuance                   | Voix         | %            | Voix        | %           |
| ------------------------ | ------------------------ | ------------------------ | ------------------------ | ------------ | ------------ | ----------- | ----------- |
|                          | Charles Fournier réélu   | LÉ (NFP)                 | UG                       | 21 250       | 45,32        | 23 624      | 57,91       |
|                          | Benoist Pierre           | RE (ENS)                 | ENS                      | 11 333       | 24,17        | 17 169      | 42,09       |
|                          | Lisa Garbay              | RN                       | RN                       | 8 870        | 18,92        |             |             |
|                          | Lucas Janer              | LR (UDC)                 | LR                       | 2 774        | 5,92         |             |             |
|                          | Alain Dayan              | SE                       | DVG                      | 1 690        | 3,60         |             |             |
|                          | Arnaud Ossart            | REC                      | REC                      | 496          | 1,06         |             |             |
|                          | Thomas Jouhannaud        | LO                       | EXG                      | 473          | 1,01         |             |             |
|                          |                          |                          |                          |              |              |             |             |
| Votes valides            | Votes valides            | Votes valides            | Votes valides            | 46 886       | 98,28        | 40 793      | 91,67       |
| Votes blancs             | Votes blancs             | Votes blancs             | Votes blancs             | 565          | 1,18         | 2 699       | 6,06        |
| Votes nuls               | Votes nuls               | Votes nuls               | Votes nuls               | 254          | 0,53         | 1 010       | 2,27        |
| Total                    | Total                    | Total                    | Total                    | 47 705       | 100          | 44 502      | 100         |
| Abstention               | Abstention               | Abstention               | Abstention               | 24 259       | 33,71        | 27 487      | 38,18       |
| Inscrits / participation | Inscrits / participation | Inscrits / participation | Inscrits / participation | 71 964       | 66,29        | 71 989      | 61,82       |

Au premier tour, le député sortant réalise de solides résultats dans le quartier du Sanitas (jusqu'à 64 %), dans le centre-ville (61 %) et dans le quartier Paul-Bert (58 %) tandis que le camp présidentiel performe dans le centre-ville (jusqu'à 34 %), ainsi qu'aux Prébendes (33 %) et Rochepinard (30 %). Enfin, l'extrême-droite obtient ses meilleurs résultats aux Tourettes (jusqu'à 32 %), à Montjoyeux (30 %), à la Bergeonnerie et aux Fontaines (28 %).

#### Département d'Indre-et-Loire
- La fiche de l'INSEE de cette circonscription : « Tableaux et Analyses de la première circonscription d'Indre-et-Loire », sur insee.fr, site de l'Institut national de la statistique et des études économiques (consulté le 10 juin 2007) [PDF]

- « Tous les députés du département d'Indre-et-Loire depuis 1789 » [archive du 30 septembre 2007], sur assemblee-nationale.fr, site de l'Assemblée nationale française (consulté le 10 juin 2007)

- « Informations contentieuses sur le département d'Indre-et-Loire (Élections législatives de 2002) »(Archive.org • Wikiwix • Archive.is • Google • Que faire ?), sur conseil-constitutionnel.fr, site du Conseil constitutionnel (consulté le 13 juin 2007)